# Черето Лацијале
Черето Лацијале (итал. Cerreto Laziale) је насеље у Италији у округу Рим, региону Лацио.
Према процени из 2011. у насељу је живело 1163 становника. Насеље се налази на надморској висини од 513 м.

## Становништво
Према резултатима пописа становништва 2011. у општини је живело 1.192 становника.
| 1936. | 1951. | 1961. | 1971. | 1981. | 1991. | 2001. | 2011. |
| ----- | ----- | ----- | ----- | ----- | ----- | ----- | ----- |
| 1.242 | 1.203 | 1.076 | 1.019 | 1.007 | 1.077 | 1.057 | 1.192 |

## Партнерски градови
- Сиврије